# Блајтдејл (Мисури)
Блајтдејл (енгл. Blythedale) град је у америчкој савезној држави Мисури.

## Демографија
По попису из 2010. године број становника је 193, што је 40 (-17,2%) становника мање него 2000. године.
| Група             | 2000.       | 2010.       |
| Белци             | 228 (97,9%) | 188 (97,4%) |
| Афроамериканци    | 0 (0,0%)    | 0 (0,0%)    |
| Азијати           | 0 (0,0%)    | 0 (0,0%)    |
| Хиспаноамериканци | 3 (1,3%)    | 5 (2,6%)    |
| Укупно            | 233         | 193         |